# Brokatela

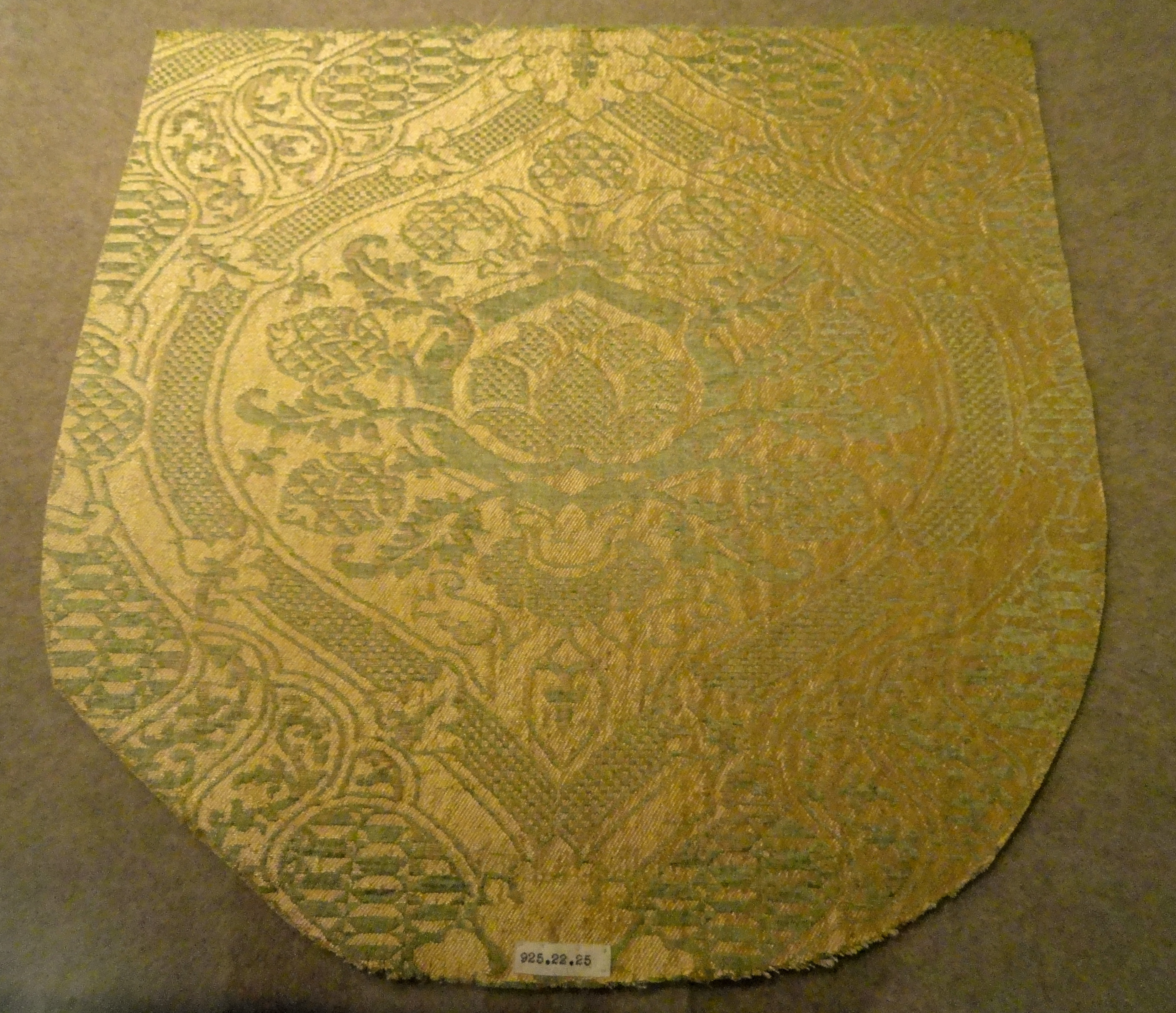
Włoska jedwabna brokatela, XVI wiek

Brokatela, brukatela (fr. brocatelle, wł. brocatello) – gruba, półjedwabna, wzorzysta tkanina dekoracyjna, wielowątkowa i dwuosnowowa.
Tło brokatelli tkano zazwyczaj splotem rządkowym, a wzór atłasowym. Wzór posiadał charakterystyczny lekki relief, który otrzymywano przez zastosowanie grubego lnianego wątku podstawowego oraz przez odpowiednie naciągnięcie osnów i wątków.
Wyrabiana była w XVI i XVII wieku głównie we Włoszech, szczególnie słynne były brokatele weneckie. W Polsce tkaninę sprowadzano od XVI wieku.